# 萨林贝尼宫
43°19′16.50″N 11°19′50.75″E / 43.3212500°N 11.3307639°E

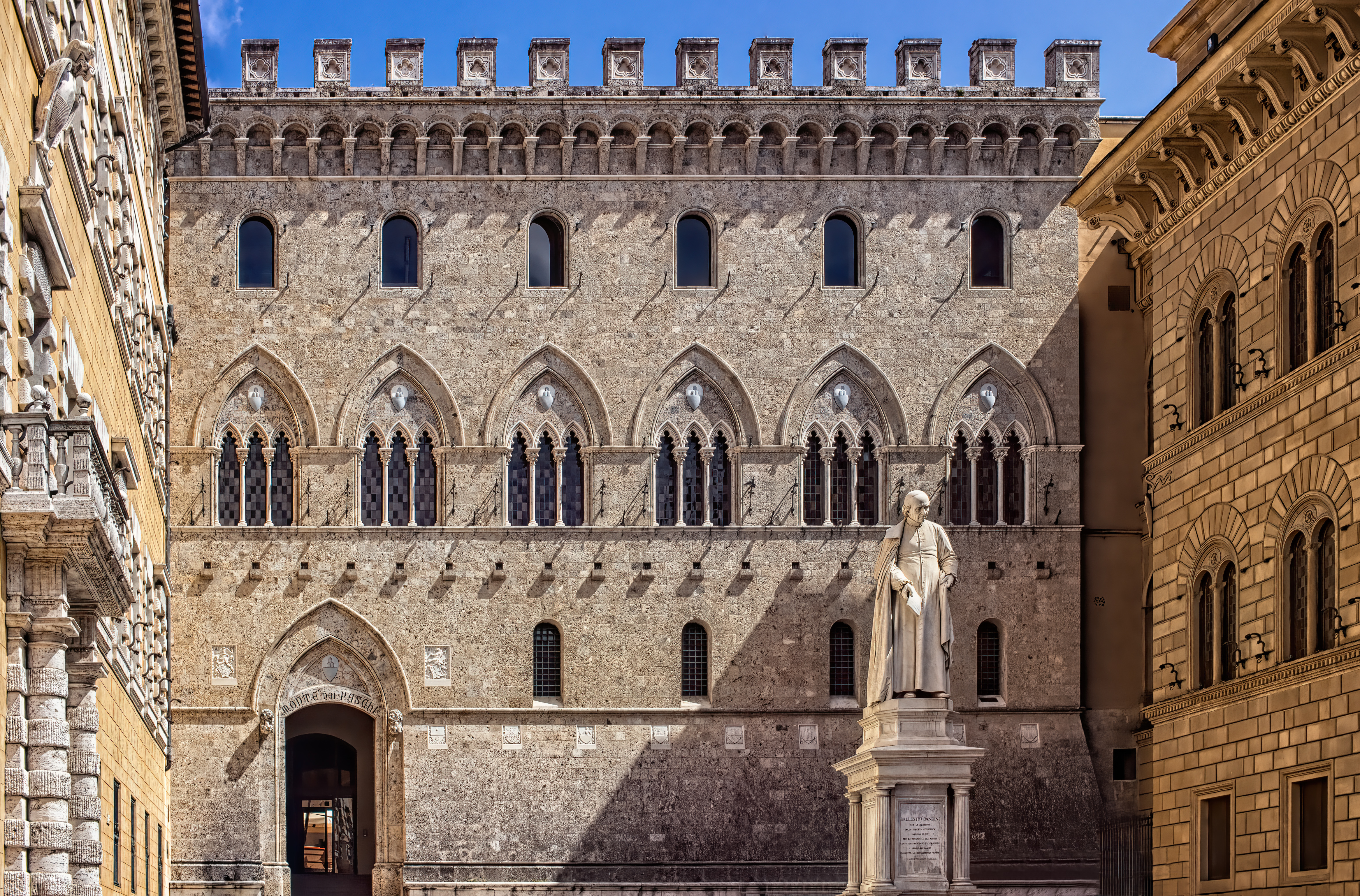
萨里奔尼宫

萨里奔尼宫（Palazzo Salimbeni）是意大利锡耶纳的一座宫殿，位于同名广场上，左侧是坎图奇宫（Palazzo Cantucci），右侧是斯潘诺基宫（Palazzo Spannocchi）。
在广场中央矗立着班迪尼·萨卢斯蒂奥（Bandini Sallustio，卒于1780年）的雕像，由提多·萨洛基（Tito Sarrocchi）雕刻于1882年。
萨里奔尼宫在1879年由朱塞佩·帕尔蒂尼（Giuseppe Partini）修复和扩建，为新哥特式风格，是世界上仍在经营的历史最悠久的银行锡耶纳牧山银行的总部（1472年）。